# The Celebration of Mimi
The Celebration of Mimi è il quinto residency show della cantautrice Mariah Carey, tenutosi al Dolby Live (Park MGM) di Las Vegas.
Lo show vuole "celebrare" i diciannove anni dall'uscita dell'album The Emancipation of Mimi, che rilanciò sulle scene musicali Mariah nel 2005.
Originariamente pianificata come una residency di otto date, è stata prolungata a seguito della forte richiesta del pubblico.
Iniziata il 12 aprile 2024, la serie è terminata il 10 agosto per un totale di sedici concerti.

## Scaletta
La seguente scaletta è rappresentativa del concerto del 12 aprile 2024.
1. "Spoken Intro" (Contiene elementi di "Alone in Love," "I Don't Wanna Cry", "Vanishing" e "Love Takes Time")
2. "Vision of Love"
3. "Emotions"
4. "Make It Happen"
5. "Can't Let Go / I'll Be There" (Duetto con Trey Lorenz)
6. "Dreamlover"
7. "Dreamlover" (Def Club Mix, video interlude)
8. "Hero" (Contiene elementi di "Music Box")
9. "Without You"
10. "Fantasy" (Bad Boy Fantasy)
11. "Always Be My Baby"
12. "Looking In"
13. "Butterfly" / "Babydoll" / "Breakdown" / "Close My Eyes" / "The Roof (Back in Time)" / "My All"
14. "Honey / Heartbreaker" (Mashup)
15. "Loverboy" / "Don't Stop (Funkin' 4 Jamaica)" / "Didn't Mean to Turn You On" / "Last Night a DJ Saved My Life" / "Boy (I Need You)" / "Sunflowers for Alfred Roy" (Dancers interlude)
16. "I Wish You Knew"
17. "It's Like That" (Contiene elementi di "Hollis Crew" e "Sucker M.C.'s")
18. "Say Somethin'"
19. "Your Girl"
20. "Shake It Off" (Contiene elementi di "Don't")
21. "So Lonely (One and Only Part II)" / "Secret Love" (Contiene elementi di  "Sprung") / "Makin' It Last All Night (What It Do)" (Dancers interlude)
22. "Circles"
23. "Don't Forget About Us"
24. "We Belong Together" (Contiene elementi di "Mimi's Late Night Valentine's Mix")

### Encore
1. "Fly Like a Bird"
2. "Fly Like a Bird - Reprise" (Outro)

## Accoglienza
I critici hanno accolto favorevolmente la nuova residency, paragonandola ai successi delle precedenti.
Il Las Vegas Review-Journal ha scritto a proposito dello show "una versione più varia e ispirata rispetto agli show del Caesars, premurosa e creativa con la sua immagine autobiografica".

## Date
| Data           | Spettatori  | Incassi     |
| Prima tappa    | Prima tappa | Prima tappa |
| -------------- | ----------- | ----------- |
| 12 aprile 2024 | —           | —           |
| 13 aprile 2024 | —           | —           |
| 17 aprile 2024 | —           | —           |
| 19 aprile 2024 | —           | —           |
| 20 aprile 2024 | —           | —           |
| 24 aprile 2024 | —           | —           |
| 26 aprile 2024 | —           | —           |
| 27 aprile 2024 | —           | —           |
| Seconda tappa  |             |             |
| 26 luglio 2024 | —           | —           |
| 27 luglio 2024 | —           | —           |
| 31 luglio 2024 | —           | —           |
| 2 agosto 2024  | —           | —           |
| 3 agosto 2024  | —           | —           |
| 7 agosto 2024  | —           | —           |
| 9 agosto 2024  | —           | —           |
| 10 agosto 2024 | —           | —           |